# Râul Hoteagu
Râul Hoteagu sau Râul Oițeagu este un curs de apă, afluent al râului Lotru. 

## Hărți
- Harta Munții Lotrului  Arhivat în 6 mai 2008, la Wayback Machine.